# Zdeněk Řeháček
Zdeněk Řeháček (25. května 1925 Berehovo – 2002) byl český biolog a mikrobiolog. Zabýval se zejména biosyntézou antibiotik a námelových alkaloidů.  Od roku 1960 byl pracovníkem Mikrobiologického ústavu Československé akademie věd.

## Dílo (výběr)
- ŠEVČÍK, Vladimír; MÁLEK, Ivan; MUSÍLEK, Vladimír a ŘEHÁČEK, Zdeněk (ed.). Antibiotica aus Actinomyceten: Leitfaden für die Isolierung und Charakterisierung. Jena: VEB Gustav Fischer Verlag, 1963.
- KRUMPHANZL, Vladimír a ŘEHÁČEK, Zdeněk. Mikrobiální technologie: buňka a techniky jejího využití. Praha: Academia, 1988.
- ŘEHÁČEK, Zdeněk a SAJDL, Přemysl. Ergot alkaloids: chemistry, biological effects, biotechnology. Praha: Academia, 1990. ISBN 0-444-98767-3.
- DOSTÁL, Petr; ŘEHÁČEK, Zdeněk a DUCHÁČ, Václav. Kapitoly z obecné biologie. Praha: Státní pedagogické nakladatelství, 1994. ISBN 80-04-26070-5.